# Portal Tucumán

El Portal Tucumán Shopping es un centro comercial de Yerba Buena, Tucumán, Argentina. Pertenece al holding comercial Cencosud, teniendo una sucursal de los supermercados Jumbo y de Easy Homecenter.Al momento de su apertura era el 14.º centro comercial de la cadena.

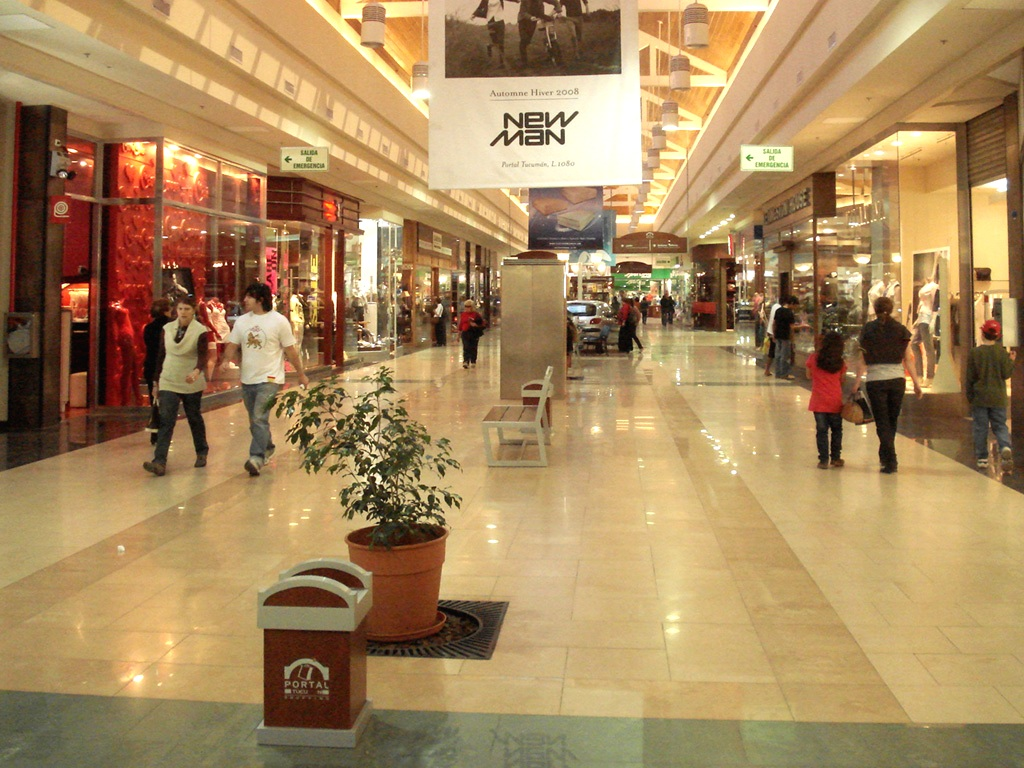
Vista interior del centro comercial

## Historia
El centro comercial comenzó a construirse en 2006, siendo inaugurado el 13 de junio de 2007 por el gobernador José Alperovich, funcionarios provinciales y municipales con conjuntos musicales y artísticos. La obra tuvo un costo de ARS 90 000 000, invertido por el grupo empresario chileno Cencosud. En 2008 se estrenó 6 salas de cine de última generación y de juegos electrónicos denominada Aventura.
Conjuntamente se realizaron trabajos en las calles circundantes, Cariola, Júpiter, 9 de julio y Alfredo Guzmán, por parte de la municipalidad de Yerba Buena. El lugar albergó, el 17 de junio de 2009, la copa de tenis Portal Tucumán entre Gastón Gaudio y Juan Ignacio Chela.

## Descripción
El centro comercial se emplaza sobre una superficie de 34250 m2 y de una sola planta. Posee 90 locales comerciales que ocupan 8300 m2, un hipermercado Jumbo de 8500 m2, la cadena de construcción y artículos para hogar y jardín Easy Homecenter de 8200 m2 y el Aventura Center de 750 m2. Además cuenta con un patio de comidas con 11 establecimientos gastronómicos para 700 personas y un estacionamiento con capacidad de 1100 vehículos.
Asimismo el edificio del complejo comercial dispone de 4 accesos de 2 metros de ancho cada uno y una salida de emergencia en el patio de comidas. Este ofrece tres cajeros automáticos, teléfonos públicos, baños públicos, wifi, sillas de ruedas, enfermería, sillas y cambiadores para bebes, stand de servicio al cliente, entre otros servicios.